# Бурджанадзе Магдана Давидівна
Магдана Давидівна Бурджанадзе (1926, село Хашмі, тепер Сагареджойський муніципалітет, Республіка Грузія — ?) — радянська діячка, ткаля, майстер прядильного цеху Тбіліської шовкоткацької фабрики Грузинської РСР. Депутат Верховної ради СРСР 4-го скликання.

## Життєпис
Народилася в бідній селянській родині. До п'ятнадцятирічного віку виховувалася в дитячому будинку.
З 1941 по 1948 рік працювала варильницею коконів Махарадзевської шовкомотально-крутильної фабрики Грузинської РСР.
У 1946 році вступила до комсомолу.
У 1948 році навчалася в школі фабрично-заводського учнівства при Тбіліській шовкоткацькій фабриці.
З грудня 1948 року — ткаля, майстер прядильного цеху Тбіліської шовкоткацької фабрики Грузинської РСР. Систематично перевиконувала виробничі норми, випускала продукцію тільки відмінної якості.
У 1954 році без відриву від виробництва закінчила 11-й клас школи робітничої молоді при Тбіліській шовкоткацькій фабриці.
Подальша доля невідома.